# Jászfelsőszentgyörgy
Jászfelsőszentgyörgy là một thị trấn thuộc hạt Jász-Nagykun-Szolnok, Hungary. Thị trấn này có diện tích 39,28 km², dân số năm 2010 là 1939 người, mật độ 49 người/km².